# Synod w Elwirze
Synod w Elwirze – pierwszy katolicki synod jaki odbył się w Hiszpanii, w dziś nieistniejącym mieście, blisko obecnej Grenady. Jego data jest niepewna: podaje się granice od 300 do 324 r. n.e. 
W synodzie uczestniczyło 19 biskupów i 26 prezbiterów, oraz świeccy.
Jest to ważny dokument dla Kościoła katolickiego, gdyż jako jeden z pierwszych reguluje sprawę celibatu. W kanonie 33 możemy przeczytać:

Synod zabrania stanowczo, aby biskupi, kapłani i diakoni oraz wszyscy duchowni będący w służbie ołtarza współżyli z żonami swymi i mieli dzieci. Kto by zaś to czynił, powinien być pozbawiony godności duchownej.

Kanon 71 odmawiał komunii pedofilom nawet pomimo zagrożenia śmiercią.